# 山力花園站
山力花園站坐落於雪蘭莪蕉赖的山力花園，緊鄰蕉赖－加影大道通往山力花園路的交通圈旁，為巴生谷加影线的其中一个高架捷運車站。車站主要服務山力花園、蕉賴九哩（Pekan Batu 9 Cheras）、蕉賴瑪斯花園（Taman Cheras Mas）、裘北花園（Taman Cuepacs）、胡姬花園（Taman Orkid）、黃金花园（Taman Emas）一带的居民。本站屬於加影線第二階段路線，於2017年7月17日開始通行。

## 車站結構
此站設計類似加影線的其他架空車站，一共有两个樓層和地面層，一個島式月台，一個出口。

### 車站樓層
| 二樓   | 捷运月台     | 1號月台: | 9 加影线 9往加影 KG35 (→)                                                              |
| 二樓   | 捷运月台     | 島式月台 |                                                                                        |
| 二樓   | 捷运月台     | 2號月台: | 9 加影线 9}往桂莎白沙罗 KG04 (←)                                                       |
| 一樓   | 捷運車站大廳 |          | 驗票閘門、電梯和手扶梯至月台、自动售票機、售票處、車站控制台、便利商店、祈禱室、洗手間 |
| 地面層 | 地面         |          | 巴士轉乘站、計程車招呼站、露天停車場                                                   |

### 車站出口
山力花園站原僅設有一個出入口，位處蕉赖－加影大道南下方向的道路旁，出口外有公車候車亭及計程車招呼站，前方即為山力花園住宅區及You City 3高级公寓，與山力花園巴剎（Pasar Suntex）及山力花園商業區僅有幾步之遙。隨著捷運的開通，目前與捷運站毗鄰的地段也被當地大型建商購置並用於興建高密度公寓、辦公大樓及購物中心，未来亦会兴建衔接天桥至捷运站。
| 9 加影线 山力花園站 |                          |                                            |      |
|                     |                          |                                            |      |
| 編號                | 指示                     | 说明                                       | 圖片 |
| A                   | 山力花園（Taman Suntex） | 主出口、巴士轉乘站、計程車招呼站、山力花園 |      |
| -                   | 暂无                     | 衔接You City 3之走道                       |      |

## 巴士服务
山力花园站所提供的巴士接驳服务衔接呀吃，蕉赖九哩华小，蕉赖九哩警察局，福祥高原公寓（Venice Hill），Taman Puteri国小（Sekolah Kebangsaan Taman Puteri）等基本服务及住宅区

## 車站週邊
山力花園站緊鄰山力花園巴剎（Pasar Suntex），附近多為低密度之排屋住宅區，目前大馬國浩置地（Guocoland Malaysia）旗下的Emerald 9 第一期 已完工，第二和第三期在建及僑豐地產控 OSK 旗下的 You City 公寓和商場 已完工。
- 山力花園巴剎（Pasar Suntex）
- NSK蕉赖九哩霸级市场（NSK Trade City Batu 9 Cheras）
- You City
- Emerald 9（第一期已完工，第二和第三期興建中）

## 圖片集

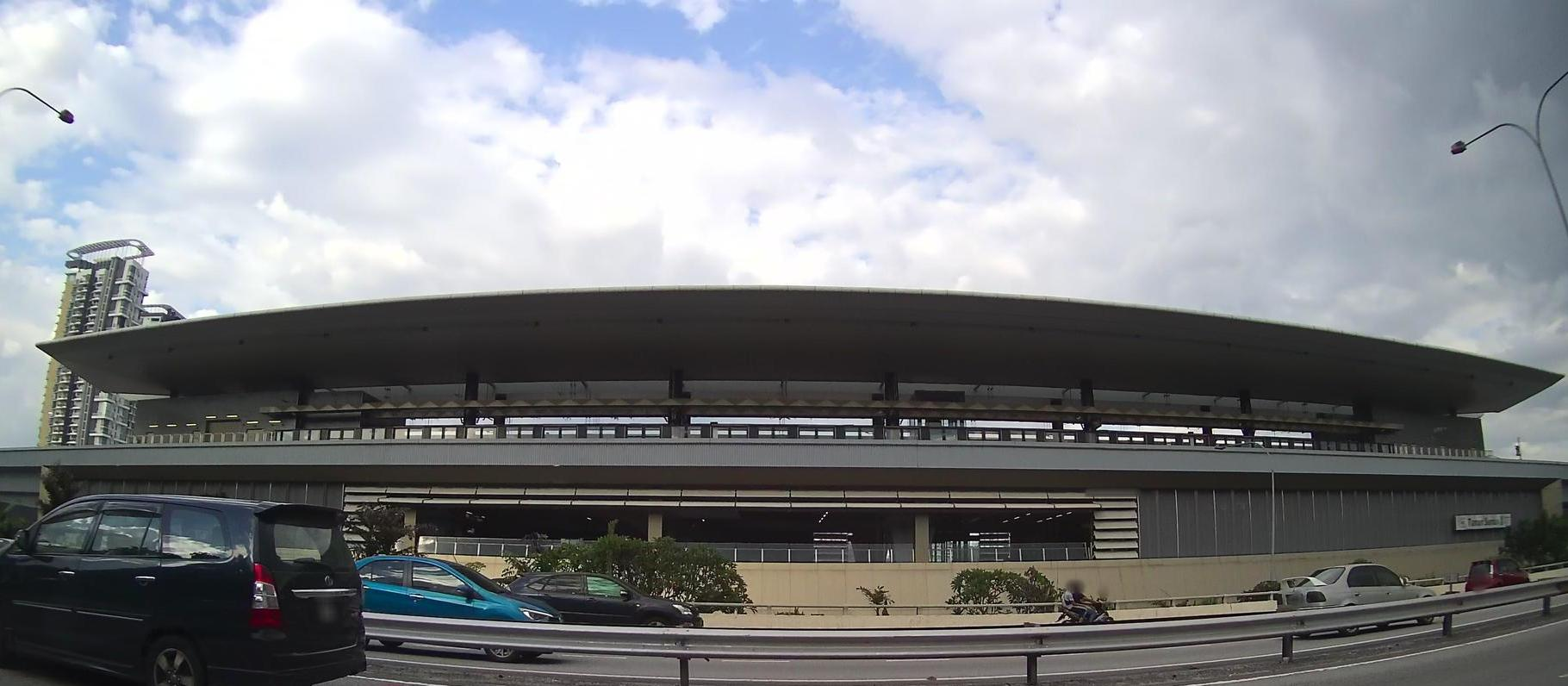
山力花園站外觀，其站體以金色為主軸
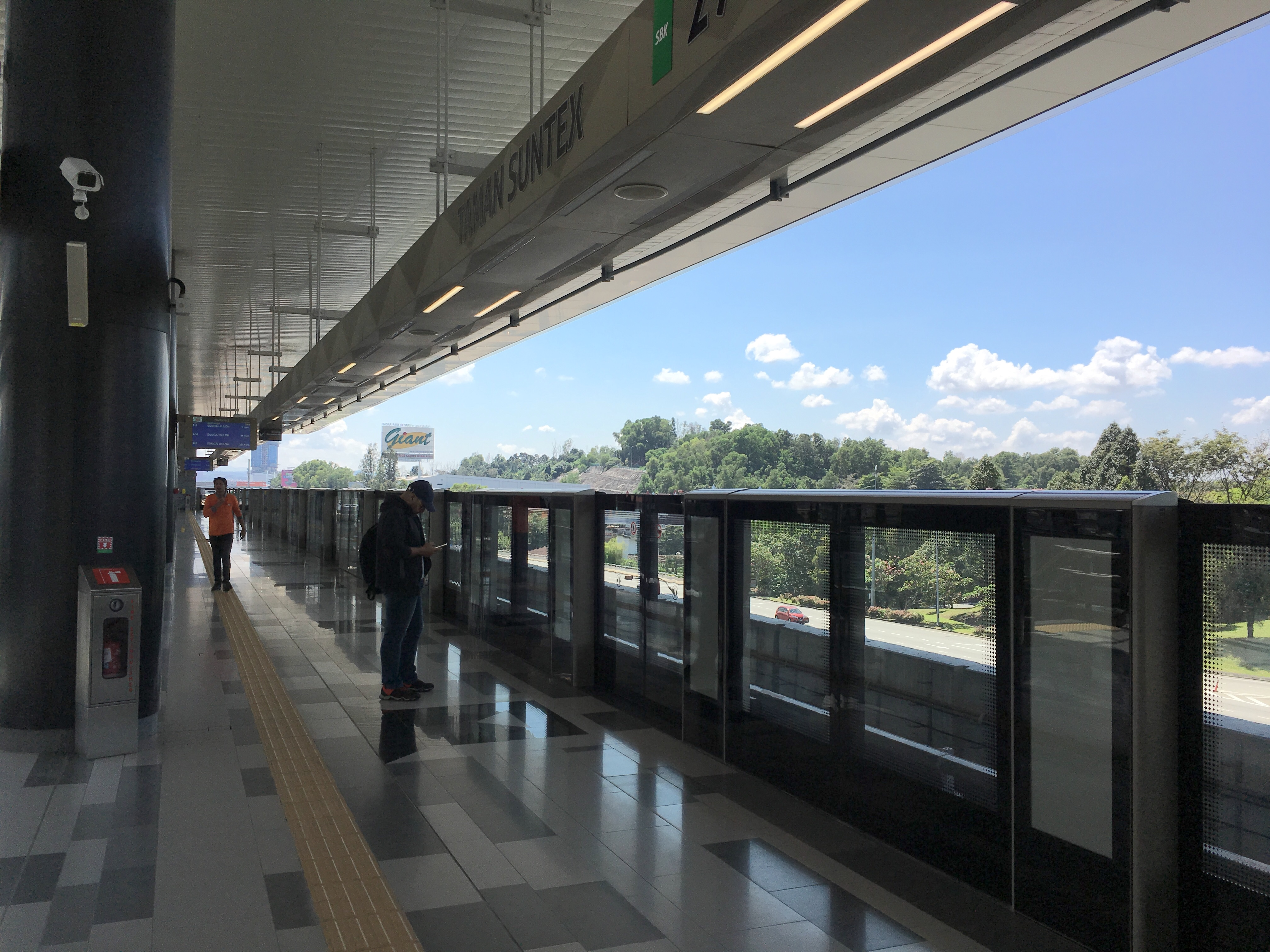
車站月台
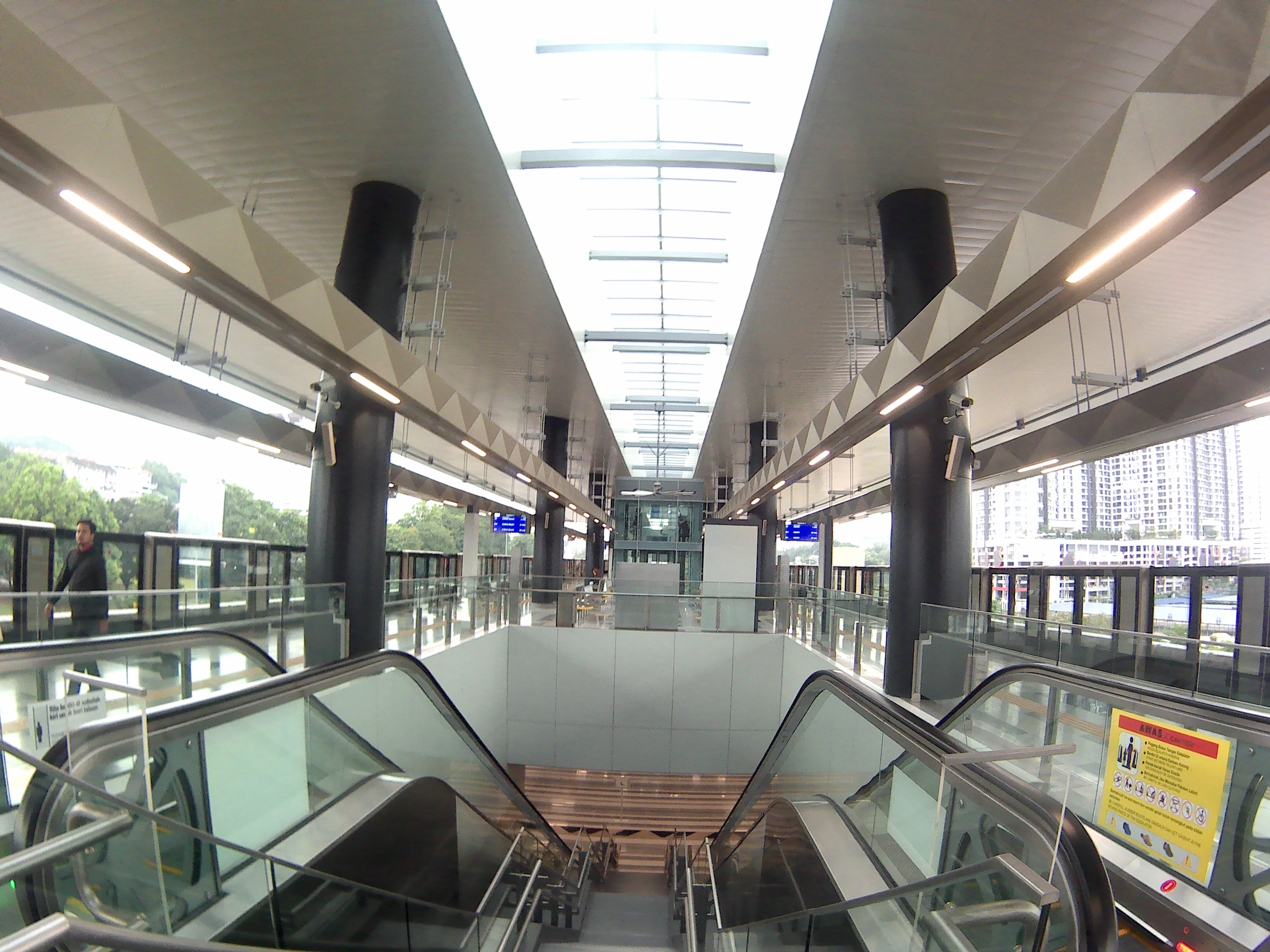
車站月台形式為加影線高架段少見的島式月台
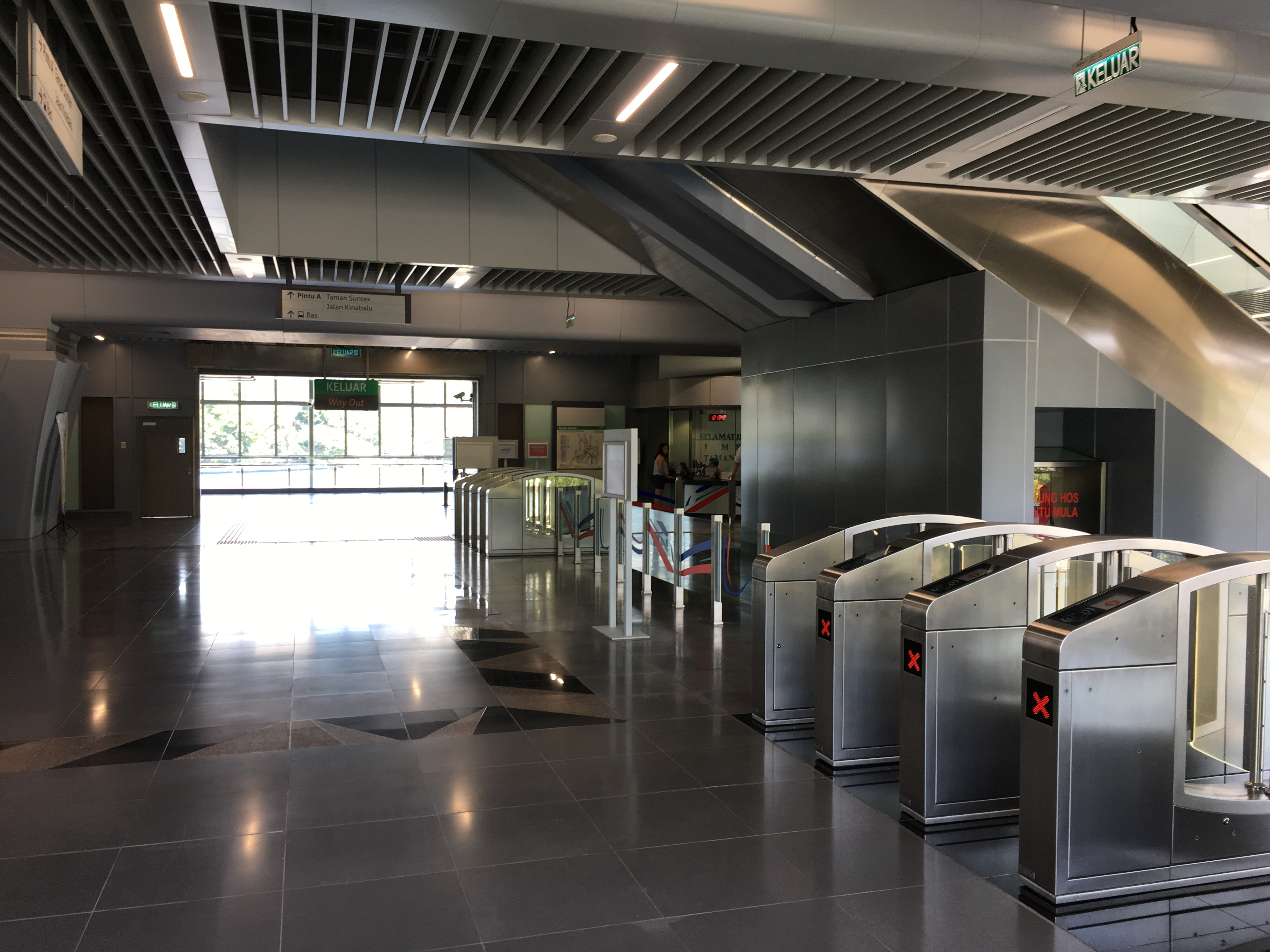
車站一樓
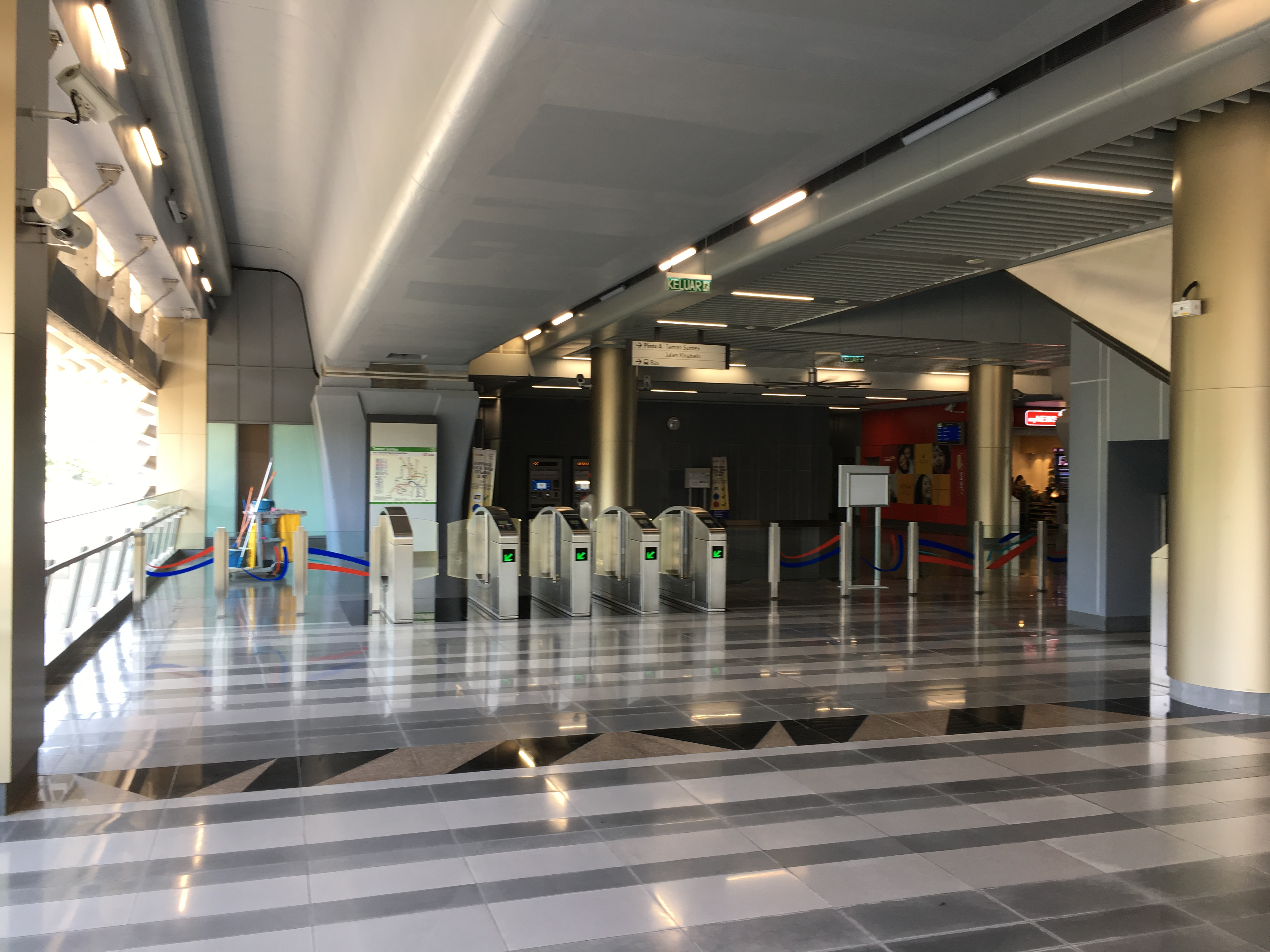
驗票閘門
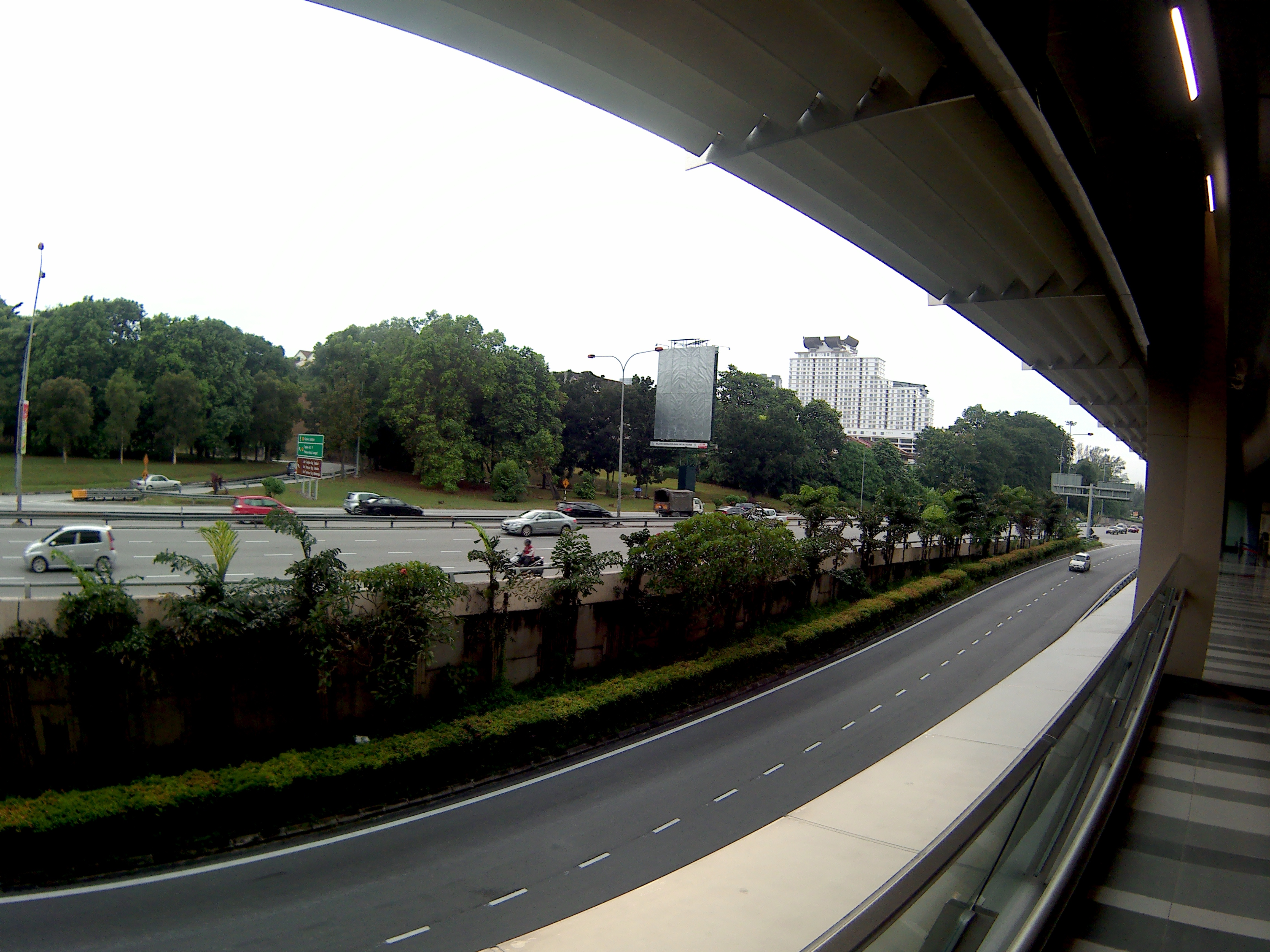
車站緊鄰蕉赖－加影大道
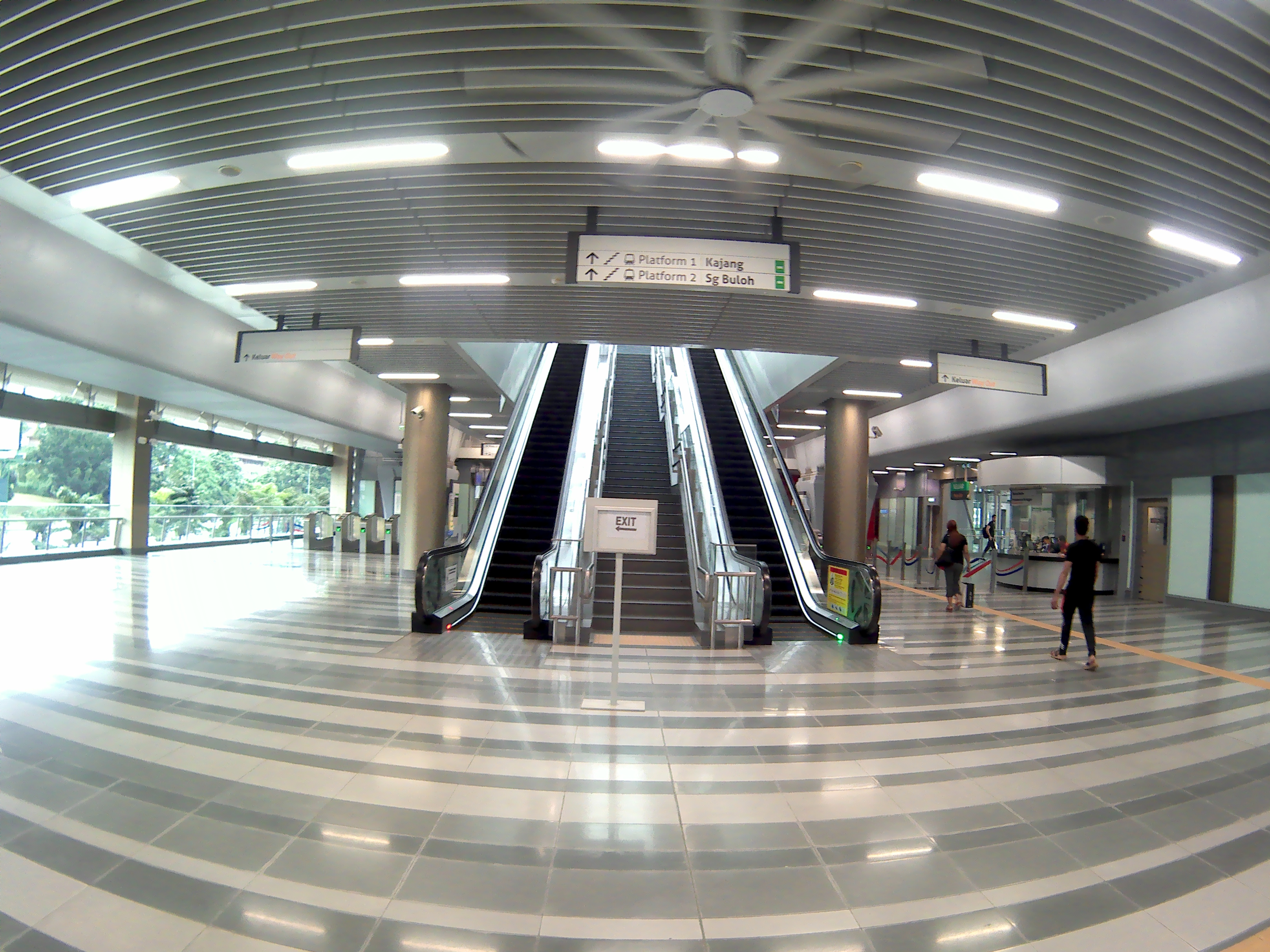
車站大廳

## 外部鏈接
- 快捷通巴士最新路線 （页面存档备份，存于）
- 加影線車站詳情